# کازویا ایچیجو
کازویا ایچیجو (انگلیسی: Kazuya Ichijō؛ زادهٔ ۱۱ آوریل ۱۹۶۶) صداپیشه اهل ژاپن است.